# Джойс Чен (кухар)
Джойс Чен (уроджена Ляо Цзя-Ай; кит.: 廖家艾, 14 вересня 1917, Пекін — 23 серпня 1994, Лексінґтон) — китайсько-американська кухарка, рестораторка, авторка, телеведуча та жінка-підприємиця.
Джойс Чен популяризувала китайську кухню у північному стилі в Сполучених Штатах, називаючи назву «Peking Raviolis» (дослівно — «Пекін равіолі»), винаходячи та захистивши патент плоского дна сковорідки з ручкою (також відома як сушарка). Вона також організувала першу лінію з розливу китайського соусу у пляшках для американського ринку. Починаючи з 1958 року, вона керувала декількома популярними китайськими ресторанами в Кембриджі, штат Массачусетс.
Джойс Чен померла від хвороби Альцгеймера в 1994 році. З того часу її досягнення та вплив на американську кухню були удостоєні американською поштовою службою міста Кембридж.

## Раннє життя
Народилася в Пекіні у високопоставленій родині Китайської Республіки під час правління Сунь Ятсена. Чень та її чоловік Томас зі своїми дітьми Генрі та Хелен покинули Шанхай у 1949 році, коли комуністи прийшли до влади в країні. Чень та її родина влаштувалися в Кембриджі, штат Массачусетс. А в 1952 році народився її син Стефан.
У своїй книзі «Кулінарна книга Джойс Чен» розповідала, що вона виросла в родині шеф-кухаря, який працював на товариша свого батька «Дядька Лі», який згодом став послом Китаю в СРСР. У цей момент її мати з її гувернанткою готували сімейні страви, а Джойс Чен все це бачтила та вчились кулінарній справі.

## Ресторани
У 1958 році, Джойс Чен відкрила свій перший ресторан, «Джойс Чен», на 617-ій Конкорд-Авеню в Кембриджі. За словами її сина Стівена, стала піонером усього китайського обіду у форматі «шведський стіл» . Це дало можливість підвищити продажі, особливо вночі. Вона також використовувала формат «шведського столу», щоб дозволити клієнтам вибирати незнайомі їм китайські страви. Вона також пропагували здорову китайську кухню, тому відмовилася використовувати Червоний барвник № 2 та інших харчових барвників у її ресторанах. Для англомовних та персоналу, що гворив китайською, Чен увела у практику нумерації пунктів меню.
Чен представила жителям Бостону північно-китайську (мандаринську) та шанхайську кухню, включаючи пекінську качку, свинину, гарячий і кислий суп та пельмені, які вона назвала «Пекінські равіолі» або «Равс». Перший ресторан працював до 1971 року. Члени команди IMP Bolt, Beranek та Newman, коли вони працювали над першими IMP-партнерами для створення мережі ARPANET, у 1969 році, ходили у ресторан Чен, який був розташований по сусідству з BBN.
Другий ресторан Джойс Чен «Невелика харчевня Джойс Чен» («The Joyce Chen Small Sitting Place»), був відкритий у 1967 році на 302-ій Массачусетс-Авеню у Центральному сквері, розташованому між Гарвардським університетом та Массачусетським технологічним інститутом. Син Джойс Чен, Стівен Чен також відзначав, що відкриття цього ресторану змінило ландшафт Центральної площі в Кембриджі. До того вона була торговельною та індустріальною зоною, де панувала фабрика NECCO (New England Confectionery Company). Люди вишикувалися в чергу, щоб отримати їжу Чен в цьому маленькому ресторані, що уміщав лише 60 людей. На думку Стівена Чена, в цьому ресторані його матір познайомила американців з північно-китацським димовим стилем, а нині популярний «суп з галушками» (shao long ba або Шао Бао Лонг). Цей ресторан був дуже популярний серед комп'ютерних хакерів. Він закрився у 1988 році.
У 1969 році, Джойс Чен відкрила свій третій ресторан. Він мав набагато більший простір, що вміщує 500 осіб, в існуючому будинку, розташованому на 500 Меморіал драйв в Кембриджі. Цей ресторан був популярним завдяки своїй близькості до mit Гарвардського університету. Проте, і цей ресторан був закритий в 1974 році. Цю будівлю було знесено, а на його місці побудовано MIT палац Нового будинку, відомого як «Next House». Новий будинок жартома називали  «Джойс Чен невелика жива черга» ("Joyce Chen Small Living Place) ще довгий час.
В 1973 році, Джойс Чен відкрила свій четвертий ресторан у стилі модерн у спеціально побудованому будинку на 390 Rindge проспекті, біля Фреш Понд. В цьому ресторані, також названому «Ресторан Джойс Чені», могло одночасно розміститись 263 відвідувачів. Ресторан працював протягом 25 років і був закритий у 1998 році. З того часу він був замінений на житло.
Джойс Чен, як чемна господиня сформувала гарні відносини з багатьма відомими осорбистостями, в тому числі Джон Кеннет Гелбрейт, Джеймс Берд, Джулія Чайлд, Генрі Кіссинджер, Беверлі Сіллз та Денні Кей. Колишній президент Гарвардського університету назвав її заклад «не тільки ресторан, але й центром культурного обміну».

## Основні моменти кар'єри
Після відкриття свого першого ресторану в 1958 році Джойс Чен у 1960 році почала викладати китайську їжу в Кембриджському центрі освіти для дорослих та в Бостонському центрі освіти для дорослих. Там були черги на її заняття. В цей час вона познайомила багатьох американців з домашнім стилем та вишуканими китайськими методами приготування їжі.
У 1962 році Джойс Чен опублікувала свою впливову кулінарну книгу в «Кулінарна книга Джойс Чен». Видавці відкинули її наполягання на кольорові картинки їжі, тому їй довелось видавати її в приватному порядку за свій рахунок. Попередньо Джойс Чен продала більше 6000 примірників цієї книги у своїх ресторанах, перш ніж книжка була надрукована. Повідомлення було популярним в той час і було включене до більшості рецептів.
У 1967 році, Джойс Чен знявся в своє власне кулінарне шоу під назвою «Кулінарія Джойс Чен» (Joyce Chen Cooks), на системі суспільного мовлення (Public Broadcasting System (PBS)). Двадцять шість епізодів були зняті на один і той же набір, що і французький шеф-кухар (за участю Джулії Чайлд) в студії WGBH у Бостоні. Це шоу транслювалося в США, а також у Великій Британії та Австралії. Знаменитий шеф-кухар Мінг Тсай пізніше сказав про Джойс Чен:
|  | ...вона-китайська Джулія Чайлд […] Джойс Чен допомогла підняти думку про те, що китайська їжа була непервершеною. Вона не знеособлила її. Вона відкрила людям очі на те, що китайці мають гарний смак щодо їжі. |

З духом пригод, за словами її сина Стівена Чена, в 1968 році Джойс Чен взяла її 16-річного сина Стівена та 20-річну доньку Хелен у навколосвітню подорож літаком «Пан Американ» рейсом 001. Джойс Чен, Стівен та Хелен також подорожували до Китаю в 1972 році. В цьому ж році президент США Річард Ніксон вперше відвідав Китай. По результаатм подорожі було знято документальний фільм. Незабаром після того, як фільм «Джойс Чен Китай» вийшов в ефір, вона та її родина стали жертвами пограбування п'ятьох зловмисників, які раніше бачили цей фільм.

## Спадщина
У Чен було діагностовано хворобу Альцгеймера в 1985 році, якій вона програла лікування у 1994 році.
Посмертно в 1998 році, внески Джойс Чен до світової кухні були описані в журналі «Фонду Джеймса Берда» (Beard House, The Magazine of the James Beard Foundation). У вересні 2012 року в місті Кембриджі відбувся перший «фестиваль вареників» на центральній площі, щоб вшанувати память Джойс Чен на її день народження. Там також проходили пельменні фестивалі у 2013 та 2014 роках. На виставці «Нью-Йорк Історичне товариство», «Китайський американець: виключення / включення» (26 вересня 2014 р. — 19 квітня 2015 р.) серед історії китайців в Америці були представлені також і матеріали Джойс Чен.
26 вересня 2014 року поштова служба США випустила в обіг 20 мільйонів копій марок серії «Знамениті кухарі назавжди» (Celebrity Chefs Forever). Серед них була марка Джойс Чен. За даними поштової служби: «Джойс Чен є одним з найбільших популяризаторів китайської кухні. У неї гарний ресторан у Бостоні. Її поварені книги і новаторські виступи на телевізійних шоу представили зразки незнайомих до того страв в таких формах, які міцно утвердили китайську кухню в США»..